# 1994-es labdarúgó-világbajnokság-selejtező (UEFA – 4. csoport)
Az 1994-es labdarúgó-világbajnokság európai 4. selejtezőcsoportjának mérkőzéseit, és a csoport végeredményét tartalmazó lapja. A csoportban körmérkőzéses, oda-visszavágós rendszerben játszottak egymással a labdarúgó-válogatottak. A két első helyezett automatikus résztvevője lett az 1994-es labdarúgó-világbajnokságnak.
A csoportban Belgium, Ciprus, Csehszlovákia, Feröer, Románia és Walesi szerepelt. 1993. január 1-jén Csehszlovákia felbomlott Csehországra és Szlovákiára. A selejtezőket a két állam közös csapattal Csehország és Szlovákia Képviselete (CSSZK) néven fejezte be.
Románia végzett az első helyen és kijutott az 1994-es világbajnokságra, a második helyet pedig Belgium szerezte meg és szintén kijutott a világbajnokságra.

## Tabella
| Hely. | Csapat  | M  | Gy | D | V  | G+ | G– | Gk  | P  | Továbbjutás                          |     | Románia | Belgium | Csehszlovákia | Wales | Ciprusi Köztársaság | Feröer |
| ----- | ------- | -- | -- | - | -- | -- | -- | --- | -- | ------------------------------------ | --- | ------- | ------- | ------------- | ----- | ------------------- | ------ |
| 1.    | Románia | 10 | 7  | 1 | 2  | 29 | 12 | +17 | 15 | Kijutott az 1994-es világbajnokságra |     | —       | 2–1     | 1–1           | 5–1   | 2–1                 | 7–0    |
| 2.    | Belgium | 10 | 7  | 1 | 2  | 16 | 5  | +11 | 15 | Kijutott az 1994-es világbajnokságra |     | 1–0     | —       | 0–0           | 2–0   | 1–0                 | 3–0    |
| 3.    | CSSZK   | 10 | 4  | 5 | 1  | 21 | 9  | +12 | 13 |                                      |     | 5–2     | 1–2     | —             | 1–1   | 3–0                 | 4–0    |
| 4.    | Wales   | 10 | 5  | 2 | 3  | 19 | 12 | +7  | 12 |                                      | 1–2 | 2–0     | 2–2     | —             | 2–0   | 6–0                 |        |
| 5.    | Ciprus  | 10 | 2  | 1 | 7  | 8  | 18 | −10 | 5  |                                      | 1–4 | 0–3     | 1–1     | 0–1           | —     | 3–1                 |        |
| 6.    | Feröer  | 10 | 0  | 0 | 10 | 1  | 38 | −37 | 0  |                                      | 0–4 | 0–3     | 0–3     | 0–3           | 0–2   | —                   |        |

1. ↑  A selejtezők során Csehszlovákia különvált két független országgá (Csehország és Szlovákia). A selejtezőket a két állam közös csapattal Csehország és Szlovákia Képviselete (CSSZK) néven fejezte be.

## Mérkőzések
| 1992. április 22. |

| Belgium     | 1–0         | Ciprus |
| ----------- | ----------- | ------ |
| Wilmots 24' | Jegyzőkönyv |        |

| Constant Vanden Stock Stadion, Brüsszel Nézőszám: 15,314 Játékvezető: Manuel Díaz Vega (spanyol) |

| 1992. május 6. |

| Románia                                                                | 7–0         | Feröer |
| ---------------------------------------------------------------------- | ----------- | ------ |
| Balint 4' 40' 78' Hagi 14' Lăcătuş 28' (11-esből) Lupescu 44' Pană 55' | Jegyzőkönyv |        |

| Ghencea, Bukarest Nézőszám: 10,000 Játékvezető: Vaszílisz Nikákisz (görög) |

| 1992. május 20. |

| Románia                               | 5–1         | Wales    |
| ------------------------------------- | ----------- | -------- |
| Hagi 5' 35' Lupescu 7' 24' Balint 31' | Jegyzőkönyv | Rush 50' |

| Ghencea, Bukarest Nézőszám: 23,000 Játékvezető: Fabio Baldas (olasz) |

| 1992. június 3. |

| Feröer | 0–3         | Belgium                    |
| ------ | ----------- | -------------------------- |
|        | Jegyzőkönyv | Albert 30' Wilmots 65' 71' |

| Svangaskarð, Toftir Nézőszám: 5,156 Játékvezető: Leslie Mottram (skót) |

| 1992. június 16. |

| Feröer | 0–2         | Ciprus                        |
| ------ | ----------- | ----------------------------- |
|        | Jegyzőkönyv | Szotiríu 30' Papavaszilíu 58' |

| Svangaskarð, Toftir Nézőszám: 4,129 Játékvezető: Leslie Irvine (északír) |

| 1992. szeptember 2. |

| Csehszlovákia | 1–2         | Belgium                                |
| ------------- | ----------- | -------------------------------------- |
| Kadlec 77'    | Jegyzőkönyv | Chovanec 45' (öngól) Czerniatynski 83' |

| Evžena Rošického Stadion, Prága Nézőszám: 10,500 Játékvezető: Kurt Röthlisberger (svájci) |

| 1992. szeptember 9. |

| Wales                                                | 6–0         | Feröer |
| ---------------------------------------------------- | ----------- | ------ |
| Rush 5' 64' 89' Saunders 28' Bowen 37' Blackmore 71' | Jegyzőkönyv |        |

| Cardiff Arms Park, Cardiff Nézőszám: 7,000 Játékvezető: Jorge Coroado (portugál) |

| 1992. szeptember 23. |

| Csehszlovákia                                    | 4–0         | Feröer |
| ------------------------------------------------ | ----------- | ------ |
| Nemeček 23' Kuka 84' 86' Dubovsky 90' (11-esből) | Jegyzőkönyv |        |

| Všešportový areál, Kassa Nézőszám: 16,278 Játékvezető: Ahmet Çakar (török) |

| 1992. október 14. |

| Belgium    | 1–0         | Románia |
| ---------- | ----------- | ------- |
| Smidts 27' | Jegyzőkönyv |         |

| Constant Vanden Stock Stadion, Brüsszel Nézőszám: 21,000 Játékvezető: Pierluigi Pairetto (olasz) |

| 1992. október 14. |

| Ciprus | 0–1         | Wales      |
| ------ | ----------- | ---------- |
|        | Jegyzőkönyv | Hughes 51' |

| Makario stadion, Nicosia Nézőszám: 12,000 Játékvezető: Vágner László (magyar) |

| 1992. november 14. |

| Románia        | 1–1         | Csehszlovákia          |
| -------------- | ----------- | ---------------------- |
| Dumitrescu 49' | Jegyzőkönyv | Nemeček 82' (11-esből) |

| Ghencea, Bukarest Nézőszám: 28,000 Játékvezető: Joe Worrall (angol) |

| 1992. november 18. |

| Belgium                  | 2–0         | Wales |
| ------------------------ | ----------- | ----- |
| Staelens 53' Degryse 58' | Jegyzőkönyv |       |

| Constant Vanden Stock Stadion, Brüsszel Nézőszám: 21,000 Játékvezető: Jan Damgaard (dán) |

| 1992. november 29. |

| Ciprus                | 1–4         | Románia                                       |
| --------------------- | ----------- | --------------------------------------------- |
| Pítasz 39' (11-esből) | Jegyzőkönyv | Popescu 4' Răducioiu 36' Hagi 73' Hanganu 86' |

| Antónisz Papadópulosz stadion, Lárnaka Nézőszám: 3,000 Játékvezető: Nezsi Zsujni (tunéziai) |

| 1993. február 13. |

| Ciprus | 0–3         | Belgium                |
| ------ | ----------- | ---------------------- |
|        | Jegyzőkönyv | Scifo 2' 5' Albert 87' |

| Makario stadion, Nicosia Nézőszám: 3,000 Játékvezető: Piero Ceccarini (olasz) |

| 1993. március 24. |

| Ciprus       | 1–1         | CSSZK        |
| ------------ | ----------- | ------------ |
| Szotiríu 47' | Jegyzőkönyv | Moravčik 33' |

| Tsirion stadion, Limassol Nézőszám: 2,000 Játékvezető: José Mendes Pratas (portugál) |

| 1993. március 31. |

| Wales              | 2–0         | Belgium |
| ------------------ | ----------- | ------- |
| Giggs 18' Rush 39' | Jegyzőkönyv |         |

| Cardiff Arms Park, Cardiff Nézőszám: 27,002 Játékvezető: Aron Schmidhuber (német) |

| 1993. április 14. |

| Románia            | 2–1         | Ciprus       |
| ------------------ | ----------- | ------------ |
| Dumitrescu 33' 55' | Jegyzőkönyv | Szotiríu 23' |

| Ghencea, Bukarest Nézőszám: 17,000 Játékvezető: Alfred Wieser (osztrák) |

| 1993. április 25. |

| Ciprus                              | 3–1         | Feröer   |
| ----------------------------------- | ----------- | -------- |
| Húruppasz 7' Szotiríu 43' Jánnu 75' | Jegyzőkönyv | Arge 82' |

| Tsirion stadion, Limassol Nézőszám: 4,000 Játékvezető: Haim Lipkovich (izraeli) |

| 1993. április 28. |

| CSSZK     | 1–1         | Wales      |
| --------- | ----------- | ---------- |
| Látal 41' | Jegyzőkönyv | Hughes 31' |

| Bazaly, Ostrava Nézőszám: 7,000 Játékvezető: Joël Quiniou (francia) |

| 1993. május 22. |

| Belgium                              | 3–0         | Feröer |
| ------------------------------------ | ----------- | ------ |
| Wilmots 33' 76' Scifo 50' (11-esből) | Jegyzőkönyv |        |

| Constant Vanden Stock Stadion, Brüsszel Nézőszám: 20,641 Játékvezető: Brendan Shorte (ír) |

| 1993. június 2. |

| CSSZK                                     | 5–2         | Románia           |
| ----------------------------------------- | ----------- | ----------------- |
| Vrabec 13' Látal 37' Dubovský 58' 84' 90' | Jegyzőkönyv | Răducioiu 26' 55' |

| Všešportový areál, Kassa Nézőszám: 15,000 Játékvezető: Kim Milton Nielsen (dán) |

| 1993. június 6. |

| Feröer | 0–3         | Wales                           |
| ------ | ----------- | ------------------------------- |
|        | Jegyzőkönyv | Saunders 22' Young 31' Rush 69' |

| Svangaskarð, Toftir Nézőszám: 4,209 Játékvezető: Vadzim Zsuk (fehérorosz) |

| 1993. június 16. |

| Feröer | 0–3         | CSSZK                     |
| ------ | ----------- | ------------------------- |
|        | Jegyzőkönyv | Hašek 3' Poštulka 38' 44' |

| Svangaskarð, Toftir Nézőszám: 1,000 Játékvezető: Stephen Lodge (angol) |

| 1993. szeptember 8. |

| Wales              | 2–2         | CSSZK                 |
| ------------------ | ----------- | --------------------- |
| Giggs 21' Rush 35' | Jegyzőkönyv | Kuka 16' Dubovský 67' |

| Cardiff Arms Park, Cardiff Nézőszám: 37,558 Játékvezető: Juan Ansuátegui Roca (spanyol) |

| 1993. szeptember 8. |

| Feröer | 0–4         | Románia                   |
| ------ | ----------- | ------------------------- |
|        | Jegyzőkönyv | Răducioiu 23' 58' 60' 76' |

| Svangaskarð, Toftir Nézőszám: 2,724 Játékvezető: Vadim Sevcsenko (ukrán) |

| 1993. október 13. |

| Románia                                 | 2–1         | Belgium              |
| --------------------------------------- | ----------- | -------------------- |
| Răducioiu 67' (11-esből) Dumitrescu 85' | Jegyzőkönyv | Scifo 88' (11-esből) |

| Ghencea, Bukarest Nézőszám: 28,000 Játékvezető: Puhl Sándor (magyar) |

| 1993. október 13. |

| Wales                 | 2–0         | Ciprus |
| --------------------- | ----------- | ------ |
| Saunders 70' Rush 86' | Jegyzőkönyv |        |

| Cardiff Arms Park, Cardiff Nézőszám: 30,825 Játékvezető: Philip Don (angol) |

| 1993. október 27. |

| CSSZK                               | 3–0         | Ciprus |
| ----------------------------------- | ----------- | ------ |
| Dubovský 11' Hapal 23' Skuhravý 77' | Jegyzőkönyv |        |

| Všešportový areál, Kassa Nézőszám: 16,602 Játékvezető: Lube Szpaszov (bolgár) |

| 1993. november 17. |

| Wales        | 1–2         | Románia                |
| ------------ | ----------- | ---------------------- |
| Saunders 61' | Jegyzőkönyv | Hagi 32' Răducioiu 83' |

| Cardiff Arms Park, Cardiff Nézőszám: 40,000 Játékvezető: Kurt Röthlisberger (svájci) |

| 1993. november 17. |

| Belgium | 0–0         | CSSZK |
| ------- | ----------- | ----- |
|         | Jegyzőkönyv |       |

| Constant Vanden Stock Stadion, Brüsszel Nézőszám: 21,000 Játékvezető: Hellmut Krug (német) |

## Góllövőlista
| 9 gólos - Florin Răducioiu 8 gólos - Ian Rush 6 gólos - Peter Dubovský 5 gólos - Marc Wilmots - Gheorghe Hagi 4 gólos - Enzo Scifo - Andréasz Szotiríu - Ilie Dumitrescu - Gavril Balint - Dean Saunders 3 gólos - Pavel Kuka - Ioan Lupescu 2 gólos - Philippe Albert - Radoslav Látal - Václav Němeček - Marek Poštulka - Ryan Giggs - Mark Hughes | 1 gólos - Alexandre Czerniatynski - Marc Degryse - Rudi Smidts - Lorenzo Staelens - Jánisz Jánnu - Nikódimosz Papavaszilíu - Pámbosz Pítasz - Panajotisz Húruppasz - Pavel Hapal - Ivan Hašek - Miroslav Kadlec - Ľubomír Moravčík - Tomáš Skuhravý - Petr Vrabec - Uni Arge - Ovidiu Hanganu - Marius Lăcătuş - Constantin Pană - Gheorghe Popescu - Clayton Blackmore - Mark Bowen - Eric Young 1 öngólos - Jozef Chovanec (Belgium ellen) |